# Pseudophilautus rugatus
Espèce
Synonymes
- Rhacophorus rugatus Ahl, 1927
- Philautus rugatus (Ahl, 1927)

Statut de conservation UICN

 EX  : Éteint
Pseudophilautus rugatus est une espèce éteinte d'amphibiens de la famille des Rhacophoridae.

## Répartition
Cette espèce était endémique du Sri Lanka,.

## Description
Cette espèce n'est connue que par son holotype, une femelle mesurant 17,5 mm.

## Publication originale
- Ahl, 1927 : Zur Systematik der asiatischen Arten der Froschgattung Rhacophorus. Sitzungsberichte der Gesellschaft Naturforschender Freunde zu Berlin, vol. 1927, p. 35-47.